# Doug Beason
Doug Beason este un om de știință și un scriitor de literatură Science Fiction din Statele Unite ale Americii.

## Biografie
Doug Beason a terminat United States Air Force Academy în anul 1977, cu o dublă specialitate în fizică și matematică. Acesta și-a început redactarea primului roman while at the Academy after returning there as an officer in the 1980s to teach physics. Mai târziu, acesta s-a retras din funcția de colonel de la Air Force, având deja un doctorat în fizică. El a publicat, mai apoi, doi cărții din domeniul non-ficțiunii, urmând ca, mai apoi, să publice un lot de cărți: Lifeline (Linia vieții), The Trinity Paradox(Trăimea Paradoxului) și Nanospace(Nano-spațiul). A urmat cartea Science and Technology Policy for the post-Cold War: A Case for Long-Term Research.